# 林士弘 (萬曆進士)
林士弘（1531年—1593年），字仁甫，號中峰，福建漳州府漳浦縣人，民籍，明朝政治人物。

## 生平
嘉靖三十四年（1555年）乙卯科福建鄉試第十九名。萬曆八年（1580年）庚辰科三甲第五名進士。都察院觀政，本年授行人司行人，奉使蜀、楚二藩，从不接受馈赠。十二年升司副，十五年升司正，十六年升刑部郎中，十八差北直隶恤刑，二十年升官承天府知府，力疏乞休。万历二十一年（1593年），卒于家，享年62岁。

## 家族
曾祖父林祥；祖父林廷臣，曾任长乐訓導 封知府；父親林功懋，曾任广西按察司按察使。母涂氏（封恭人）。